# Hôtel Magnus (Strasbourg)
L'hôtel Magnus est un monument historique situé à Strasbourg, dans le département français du Bas-Rhin.

## Localisation
Ce bâtiment est situé au 59, rue du Faubourg-de-Pierre à Strasbourg.

## Historique
L'édifice fait l'objet d'une inscription au titre des monuments historiques depuis 2014.